# ماهر البحيري
ماهر البحيري ( من مواليد 17 مارس 1943م-)، الرئيس السابق للمحكمة الدستورية العليا المصرية.

## حياته
حصل على الإجازة الجامعية الحقوق سنة 1969 م بتقدير جيد من جامعة القاهرة كما حصل على دبلوم الدراسات العليا في الشريعة الإسلامية سنة 1969 بكلية الحقوق بجامعة القاهرة، ودرجة التخصص (ماجستيرا) في الفقه المقارن سنة 1974 كلية الشريعة جامعة الأزهر.
بدأ السلم الوظيفي بتعيينه معاونًا للنيابة العامة في 3 نوفمبر عام 1964، ثم عين في العام التالي مساعدا بالنيابة العامة، قبل أن يعين وكيلا للنائب العام في 1986 حتى عام 1973 حيث عين قاضيا بالمحاكم الابتدائية من الفئة (ب) ثم قاضيا من الفئة (أ) في عام 1975 .
ورقى البحيري إلى درجة رئيس محكمة من الفئة (ب) في عام 1977، ثم رئيسا للنيابة العامة من الفئة (ب) عام 1979، فرئيسا للنيابة العامة من الفئة (أ) عام 1980، ثم عين محاميا عاما بالنيابة العامة عام 1982، ثم مستشارا بمحاكم الاستئناف في عام 1984، ثم مستشارا بمحكمة النقض عام 1987 ، فنائب لرئيس محكمة النقض عام 1991 وبعدها مباشرة في العام نفسه عين نائبا لرئيس المحكمة الدستورية العليا.
وبالإضافة إلى عمله في السلك القضائي داخل مصر، فقد أعير البحيري إلى بعض الدول العربية للاستفادة من خبراته في المجال القضائي والقانوني حيث أعير إلى ليبيا للعمل قاضيا من العام 1975 وحتى عام 1977 .. كما أعير للعمل عضوا بالنيابة العامة في دولة الإمارات العربية المتحدة خلال الفترة من 1985 وحتى 1987 وقاضيا بمحكمة استئناف دبي خلال الفترة من العام 1992 وحتى عام 1997.
وعلى المستوى الداخلي، فقد انتدب البحيري للعمل كعضو بإدارة التفتيش القضائي بالنيابة العامة خلال الفترة من عام 1979 وحتى 1981 ، كما ندب للعمل عضوا بالمكتب الفني لدى محكمة النقض من عام 1983 وحتى 1985.
وقد امتدت خبرة البحيري إلى المجال الأكاديمي كذلك، حيث انتدب لتدريس مادة القانون التجاري في كلية الحقوق بجامعة القاهرة لسنوات عديدة.

## وصلات خارجية
السيرة الذاتية من موقع المحكمة الدستورية المصرية